# Раньери Бурбон-Сицилийский
Ранье́ри Бурбо́н-Сицили́йский (итал. Ranieri di Borbone-Due Sicilie), или Ранье́ри Мари́я Гаэта́но Бурбо́н-Сицили́йский (итал. Ranieri Maria Gaetano di Borbone-Due Sicilie; 3 декабря 1883, Канны, Франция — 13 января 1973, Лакомб, Франция) — глава Бурбон-Сицилийского дома, герцог Кастро.

## Биография
Раньери Бурбон-Сицилийский родился 3 декабря 1883 года в Каннах, во Франции. Он был сыном принца Альфонсо Бурбон-Сицилийского, графа ди Казерта и принцессы Марии Антуанетты Бурбон-Сицилийской. Некоторое время служил в испанской королевской армии.
После смерти своего старшего брата, принца Фердинандо Пио Бурбон-Сицилийского, герцога Калабрийского, 7 января 1960 года Раньери был признан главой Бурбон-Сицилийского дома всеми родственниками, кроме племянника, принца Альфонсо Марии Бурбон-Сицилийского, инфанта Испанского и герцога Калабрийского, и его сыновей. Альфонсо Мария был сыном старшего брата Раньери, принца Карло Танкреди Бурбон-Сицилийского, который в Каннском акте отрёкся от престолонаследия Королевства Обеих Сицилий, надеясь взойти на королевский трон Испании. Его сын, Альфонсо Мария опротестовал подпись отца.
В 1966 году Раньери Бурбон-Сицилийский отрёкся от престола в пользу своего сына принца Фердинандо Марии Бурбон-Сицилийского, и умер спустя семь лет, 13 января 1973 года в Лакомб, во Франции.

## Семья
Принц Раньери Бурбон-Сицилийского женился 12 сентября 1923 года на кузине, графине Марие Каролине Замойской (1896—1958), дочери графа Анджея Пшемыслава Замойского (1852—1927) и принцессы Марии Каролины Бурбон-Сицилийской (1856—1941). В их семье родились двое детей:
- Мария дель Кармен Бурбон-Сицилийская (13 июля 1924 — 20 ноября 2018) — в браке не состояла, детей не имела.
- Фердинанд Мария Бурбон-Сицилийский (28 мая 1926 — 20 марта 2008), герцог ди Кастро.

## Награды
- Награды: кавалер Военного ордена Алькантара, кавалер Большого креста ордена Карла III, байи Большого креста чести и преданности суверенного военного Мальтийского ордена, кавалер Верховного ордена Святейшего Благовещения, кавалер Ордена святого Губерта, кавалер Ордена Золотого руна, великий магистр Королевского ордена Франциска I, великий магистр Королевского и военного ордена святого Георгия на Реюньоне, великий магистр Королевского ордена святого Фердинанда за заслуги, великий магистр Священного константиновского военного ордена святого Георгия, великий магистр и кавалер Королевского ордена святого Януария.